# Burg Grimaud
Die Burg Grimaud (französisch Château de Grimaud) ist die Ruine einer mittelalterlichen Höhenburg in Frankreich. Sie erhebt sich auf einem Hügel, der den Ort Grimaud im Département Var etwas überragt.
Die schon im 11. Jahrhundert erwähnte Burg war Sitz des Seigneurs von Freinet, der ein Lehnsmann des Grafen von Provence war. Im Mittelalter und in der Frühen Neuzeit war die Burg an verschiedene Adelsfamilien verlehnt, die sie veränderten und erweiterten. In den Hugenottenkriegen entwehrt, wurde sie im 17./18. Jahrhundert zu einer schlossartigen Anlage umgestaltet. Nachdem sie während der Französischen Revolution konfisziert und anschließend als Steinbruch genutzt worden war, verfiel die Burg allmählich zu einer Ruine. Heute sind ihre Reste gesichert und stehen Besuchern unentgeltlich das ganze Jahr hindurch offen.

## Geschichte
Der Standort der Burg war schon in der Antike besiedelt. Bereits im 11. Jahrhundert wurden Burg und Ortschaft als castri nomine Grimaldi et Grimaldo castello schriftlich erwähnt. Über den Erbauer der Anlage gibt es unterschiedliche Aussagen. Einige Publikationen geben den Ritter Gibelin de Grimaldi, möglicherweise aus einer Nebenlinien des heutigen monegassischen Fürstenhauses, als Bauherrn an, während andere Historiker den Erbauer in einem Lokalherrn namens Grimaldus sehen. Die Burg war seit jener Zeit Mittelpunkt eines Besitzes, der ein provencalisches Lehen war.
Um 1246 kam die Burg an die Familie Pontevès, für die sie zur Baronie erhoben wurde. Unruhige Zeiten am Ende des 13. und zu Beginn des 14. Jahrhunderts machten es erforderlich, die Anlage und das sie umgebende Dorf stärker zu bewehren. Entsprechend wurde die heutige Ringmauer errichtet, für die zuvor einige Behausungen der Dörfler weichen mussten. Über die Familie Adorne, der im 14. Jahrhundert die Burg gehörte, kam diese im 15. Jahrhundert an die Familie Cossa, denn 1441 belehnte René I. von Anjou seinen Großseneschall Jean de Cossa mit der Anlage. Dieser ließ Veränderungen an ihr vornehmen. So wurde zum Beispiel das Erdgeschoss eines Wehrturms zu einer Zisterne mit 85 Kubikmetern Fassungsvermögen umgewandelt. 1485 vergab der französische König Karl VIII. Burg und Dorf an seinen Kammerherrn Étienne de Vesc, dessen Familie bis in das 16. Jahrhundert Besitzerin blieb. Jedoch nutzten sie die Anlage nur selten.
Nach 1555 kamen Burg und Baronie an die Familie Agoult. Durch Heirat von Jeanne dʼAgoult-Montauban mit Claude François de La Baume, Graf von Montrevel, gelangte der Besitz 1602 an dessen Familie. Ihre Tochter Marie heiratete 1627 Esprit Allard, einen Günstling des Königs Ludwig XIII. Für ihn wurde Grimaud zum Marquisat erhoben. Nach dem Tod ihres Mannes verkaufte Marie den Besitz 1645 an François de Castellane. Seine Familie musste mit ansehen, wie ihre Burg während der Hugenottenkriege 1565 auf Befehl Kardinal Richelieus geschleift wurde. Die Castellanes blieben bis in das 18. Jahrhundert Besitzer. Sie vergrößerten, modernisierten und gestalteten die Anlage komfortabler und gaben ihr damit Schlosscharakter. Sie ließen zum Beispiel die beiden Rundtürme an der Südseite errichten. Mittlerweile waren auch alle Dorfbehausungen innerhalb der Burgumfassungsmauer verlassen worden, und die Siedlung hatte sich an die heutige Position verlagert.
Während der Französischen Revolution flüchtete ihr Besitzer Jean-Baptiste de Castellane nach Nizza. Die Burg Grimaud wurde um 1791 als Nationalgut konfisziert und anschließend als Steinbruch genutzt. Seither ist sie eine Ruine, die seit den 1990er Jahren konsolidiert und gesichert wird. 1996 wurde sie als Monument historique unter Denkmalschutz gestellt. Damit sie für kulturelle Zwecke genutzt werden kann, hat sie ihr Eigentümer, der Graf von Senard, der Gemeinde zur Verfügung gestellt. Seit 2001 finden dort zahlreiche öffentliche Veranstaltungen statt, unter anderem alljährlich im Sommer die Konzerte des Festival des Grimaldines.

## Beschreibung

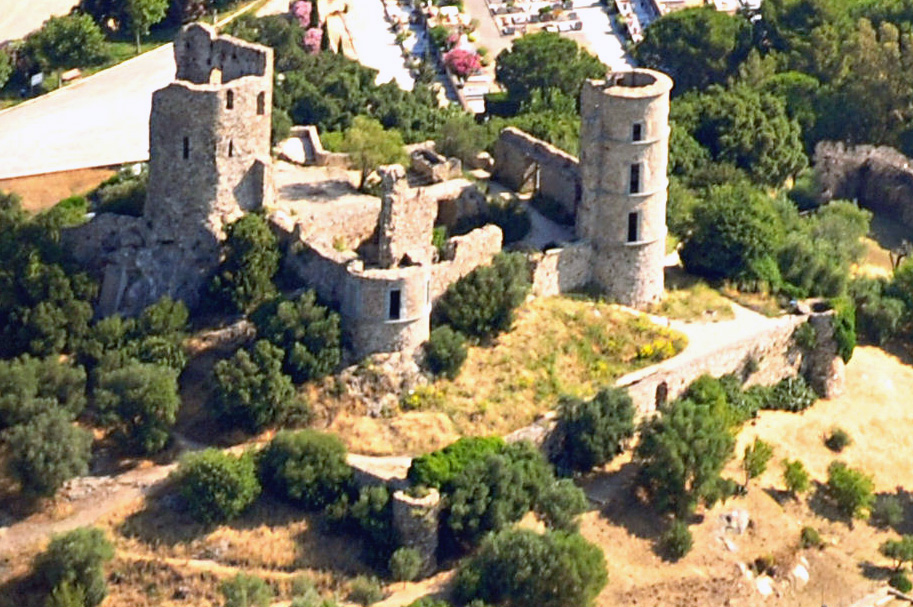
Luftbild der Burgruine

Burg Grimaud war eine Burg vom Kastelltyp mit einem viereckigen Grundriss und vier mächtigen Türmen an den Ecken. Diese waren durch Kurtinen miteinander verbunden und umgaben so einen Innenhof. Von innen lehnten sich Gebäude an die Kurtinen an, die somit gleichzeitig als Außenmauern für Wohn- und Wirtschaftsgebäude dienten. Erhaltene Kreuzstockfenster aus der Zeit der Renaissance geben davon Zeugnis. Ihre Einfassungen bestehen aus grünem Serpentin und stammen – ebenso wie die Gesimse der Ecktürme – aus dem 15. Jahrhundert, Einige (restaurierte) Schießscharten zeugen von der einstigen Wehrhaftigkeit der Anlage. Zu ihrem Haupteingang an der Südseite führte früher wahrscheinlich eine Zugbrücke.
Die Ruine war früher von drei gestaffelten Ringmauern umgeben, von denen zwei noch erhalten sind. Die äußere von ihnen besitzt eine Höhe von bis zu sieben Metern. Hinter ihrem Zinnenkranz verläuft ein von Konsolen getragener Wehrgang. Im südöstlichen Teil des von der Mauer eingefassten Areals liegt ein Bereich, der für kulturelle Veranstaltungen genutzt wird und einem Amphitheater nachempfunden ist.
Nachts wird die Anlage mit Flutlicht erhellt.